# Армяно-туркменские отношения
Туркмено-армянские отношения — дипломатические отношения между Туркменистаном и Арменией. Оба государства являлись союзными республиками в СССР и получили независимость в 1991 году. Обе страны являются полноправными членами ОБСЕ и ООН. Армения является членом СНГ, в то время как Туркменистан является ассоциированным членом. 
На 2015 год между Арменией и Туркменистаном подписано порядка сорока двух соглашений, пять протоколов встреч, три меморандума и две декларации.

## История
Дипломатические отношения между Арменией и Туркменистаном установлены 9 октября 1992 года.
Впервые в истории двухсторонних отношений в 1993 году президент Армении Левон Тер-Петросян посетил Туркменистан.
С июля 1994 года в Туркменистане действует Посольство Республики Армения.
В 1997 году состоялся второй визит президента Армении Левона Тер-Петросяна в Туркменистан.
В 2000 году Туркменистан посетил Президент Роберт Кочарян. В 2001 году состоялся ответный визит Президента Туркменистана Сапармурата Ниязова.
С 1993 по 2007 год Посольством Республики Армения в Туркменистане руководил Арам Григорян. С 1993 года в ранге Чрезвычайного посланника и полномочного министра. В 1997 году Араму Григоряну был присвоен ранг Чрезвычайного и полномочного Посла. В 2005 году Арам Григорян стал также Дуайеном дипломатического корпуса в Туркменистане
С сентября 2008 года Чрезвычайным и полномочным послом Республики Армения в Туркменистане является Владимир Бадалян.
С августа 2010 года Чрезвычайным и полномочным послом Туркменистана в Республике Армения является Ата Сердаров.
В 2010 году Туркменистан посетил Президент Серж Саргсян.
29-30 ноября 2012 года президент Туркменистана Гурбангулы Бердымухамедов посетил Республику Армения.

## Торгово-экономические отношения
Основные импортируемые товары из Туркмении: сырье, пластмассы, резиновые, также трикотажные изделия. Основные импортируемые товары из Армении: оборудование, аппараты, драгоценные и полудрагоценные камни, готовые продовольственные товары.

## Гуманитарное сотрудничество
В 1990 году после армянских погромов в Баку Сапармурат Ниязов принял в Красноводске несколько паромов с беженцами армянского прохождения. Впоследствии бакинские армяне рассеялись по Туркмении

## Посольство Туркменистана в Армении
Посольство Туркменистана в Республике Армения (г. Ереван) открылось 8 апреля 1992 года. Посольство расположено по адресу: г. Ереван, ул. Эрзинкяна 52.
С марта 2015 года Посольство возглавляет Чрезвычайный и Полномочный Туркменистана в Республике Армения Мухаммеднияз Машалов.

### Послы
1. Курбанов, Тойли Нурмурадович (2000—2003)
2. Сапарлыев, Хыдыр Мухамметбердиевич (2005—2007)
3. Джумаев, Шохрат (2008—2010)
4. Сердаров, Ата (2010—2013) Временный поверенный в делах
5. Назаров, Курбанназар (2013—2015)
6. Машалов, Мухаммеднияз (2015—н. в.)

## Посольство Армении в Туркменистане
Посольство Республики Армения в Туркменистане (г. Ашхабад) открылось в июле 1994 года. Посольство расположено по адресу: г. Ашхабад, ул. Кокандская, д. 20.
С сентября 2008 года Посольство возглавляет Чрезвычайный и Полномочный Посол Республики Армения в Туркменистане Владимир Бадалян.

### Послы
1. Арам Григорян (1994—2008)
2. Владимир Бадалян (2008—н. в.)